# Salische dynastie

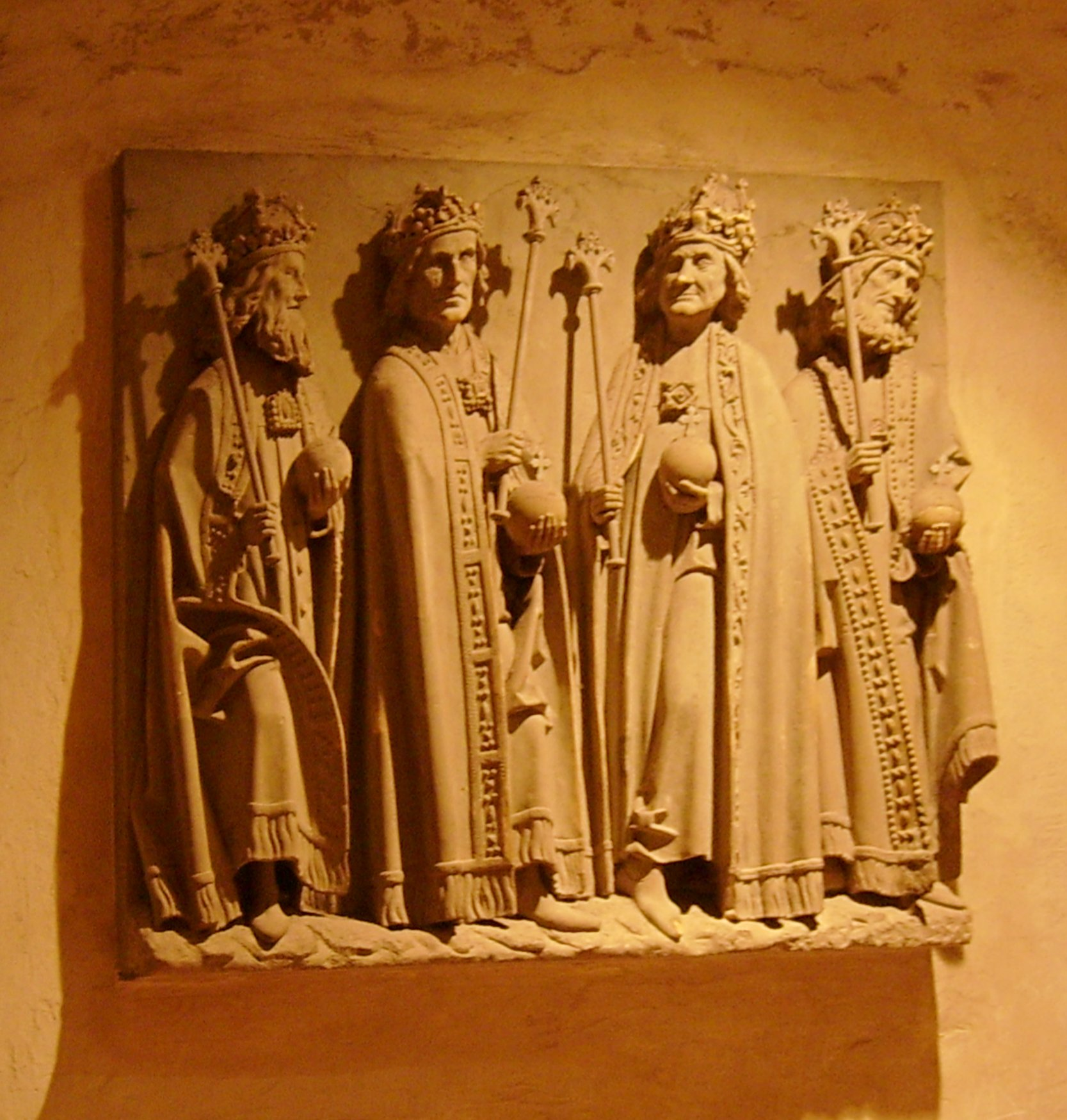
De vier Salische keizers, zoals afgebeeld in de crypte van de dom van Speyer, waar zij begraven liggen

De Salische dynastie (ook wel bekend als de Frankische dynastie) was een dynastie in de hoge middeleeuwen van vier koningen van Duitsland en keizers van het Heilige Roomse Rijk in de honderd jaar tussen 1024-1125. 
De dynastie was afkomstig van het geslacht der Widonen uit het hertogdom Franken. Leden ervan waren ook hertog van Franken. Al deze vier koningen werden ook tot keizer van het Heilige Roomse Rijk gekroond. 
Artefacten uit hun periode worden bewaard in het Historisch Museum van de Palts te Speyer. 

## Salische keizers
- Koenraad II 1024-1039, keizer 1027
- Hendrik III 1039-1056, keizer 1046
- Hendrik IV 1056-1106 keizer 1084
- Hendrik V 1106-1125, keizer 1111